# Freiburger Universitätsblätter
Die Freiburger Universitätsblätter erscheinen seit 1962 viermal im Jahr als redaktionell eigenständige Publikation an der Albert-Ludwigs-Universität Freiburg  im Rombach Verlag in Freiburg im Breisgau. Sie werden im Auftrag des Universitätsrektors vom Studium Generale der Universität herausgegeben und wollen ein möglichst breites Abbild der Forschungsthemen an der Universität geben.
Die erste Ausgabe erschien 1962 in Zusammenarbeit des Politologen Arnold Bergstraesser und des Freiburger Verlegers Fritz Hodeige.
Der „Jubiläumsband“, die 195. Ausgabe, widmet sich zum 50-jährigen Erscheinen dem Musikwissenschaftler Hans Heinrich Eggebrecht.